# 吉永昇偉
吉永 昇偉（よしなが しょうい、2000年4月18日 - ）は、埼玉県大宮市（現：さいたま市北区）出身のプロサッカー選手。SHIBUYA CITY FC所属。ポジションはディフェンダー (DF)、フォワード（FW）。

## 来歴
小学校5年から大宮アルディージャのアカデミーに所属。2018年6月、U-18日本代表に選出され、ポルトガル遠征に参加した。同年の日本クラブユース選手権 (U-18)では、大会通算で6得点を挙げ、得点王とMIPに選ばれ、高円宮杯 JFA U-18サッカープリンスリーグ2018関東においても大会通算で18得点を挙げ得点王となった。
2019年より、トップチームへ昇格した。5月26日、第15節の柏レイソル戦で途中出場からプロデビューを果たした。 7月13日、第22節の鹿児島ユナイテッドFC戦でプロ入り初ゴールを決めた。
2021年、ザスパクサツ群馬へ期限付き移籍。
2022年、大宮アルディージャへ復帰した。
2022年12月29日、2023シーズンより愛媛FCへ育成型期限付き移籍することが発表された。
2023年11月29日、所属元の大宮アルディージャ、期限付き移籍先の愛媛FC共に契約満了となった。同年12月13日、Jリーグ合同トライアウトに出場。同年12月29日、2024シーズンよりテゲバジャーロ宮崎へ完全移籍加入する事が発表された。2025年6月1日、SHIBUYA CITY FCへ期限付き移籍。

## 所属クラブ
- 大宮早起きサッカースポーツ少年団
- 2011年 - 2012年 大宮アルディージャジュニア（さいたま市立植竹小学校）
- 2013年 - 2015年 大宮アルディージャジュニアユース（さいたま市立植竹中学校）
- 2016年 - 2018年 大宮アルディージャユース（埼玉県立富士見高等学校）
- 2019年 - 2023年  大宮アルディージャ
  - 2021年  ザスパクサツ群馬 (期限付き移籍)
  - 2023年  愛媛FC（期限付き移籍）
- 2024年 -  テゲバジャーロ宮崎
  - 2025年6月 -  SHIBUYA CITY FC (期限付き移籍)

## 個人成績
| 国内大会個人成績 | 国内大会個人成績 | 国内大会個人成績 | 国内大会個人成績 | 国内大会個人成績 | 国内大会個人成績 | 国内大会個人成績 | 国内大会個人成績 | 国内大会個人成績 | 国内大会個人成績 | 国内大会個人成績 | 国内大会個人成績 |
| 年度             | クラブ           | 背番号           | リーグ           | リーグ戦         | リーグ戦         | リーグ杯         | リーグ杯         | オープン杯       | オープン杯       | 期間通算         | 期間通算         |
| 年度             | クラブ           | 背番号           | リーグ           | 出場             | 得点             | 出場             | 得点             | 出場             | 得点             | 出場             | 得点             |
| 日本             | 日本             | 日本             | 日本             | リーグ戦         | リーグ戦         | リーグ杯         | リーグ杯         | 天皇杯           | 天皇杯           | 期間通算         | 期間通算         |
| ---------------- | ---------------- | ---------------- | ---------------- | ---------------- | ---------------- | ---------------- | ---------------- | ---------------- | ---------------- | ---------------- | ---------------- |
| 2019             | 大宮             | 36               | J2               | 13               | 1                | -                | -                | 2                | 0                | 15               | 1                |
| 2020             | 大宮             | 36               | J2               | 3                | 0                | -                | -                | -                | -                | 3                | 0                |
| 2021             | 群馬             | 36               | J2               | 21               | 0                | -                | -                | 3                | 0                | 24               | 0                |
| 2022             | 大宮             | 36               | J2               | 11               | 0                | -                | -                | 2                | 0                | 13               | 0                |
| 2023             | 愛媛             | 28               | J3               | 8                | 0                | -                | -                | -                | -                | 8                | 0                |
| 2024             | 宮崎             | 36               | J3               | 8                | 0                | 0                | 0                | 2                | 0                | 10               | 0                |
| 2025             | 宮崎             | 36               | J3               | 0                | 0                | 0                | 0                | -                | -                | 0                | 0                |
| 通算             | 日本             | 日本             | J2               | 48               | 1                | -                | -                | 7                | 0                | 55               | 1                |
| 通算             | 日本             | 日本             | J3               | 16               | 0                | 0                | 0                | 2                | 0                | 18               | 0                |
| 総通算           | 総通算           | 総通算           | 総通算           | 64               | 1                | 0                | 0                | 9                | 0                | 73               | 1                |

## タイトル

### 個人
- 日本クラブユースサッカー選手権 (U-18)大会・得点王（2018年）
- 日本クラブユースサッカー選手権 (U-18)大会・MIP（2018年）

## 代表歴
- U-18日本代表
  - リスボン国際トーナメントU18（2018年）